# Push (film 2009)
Push è un film del 2009 diretto da Paul McGuigan, con Chris Evans, Dakota Fanning e Camilla Belle.
Il film è incentrato su un gruppo di persone dotate di poteri di telecinesi e chiaroveggenza, che abbandonano gli Stati Uniti e si rifugiano ad Hong Kong, per sfuggire ad un'organizzazione che vuole catturarli.
La casa editrice indipendente WildStorm ha prodotto una miniserie a fumetti in sei numeri incentrata sugli eventi precedenti al film. Push è uscito negli Stati Uniti il 6 febbraio 2009, mentre in Italia è stato distribuito il 27 marzo dello stesso anno.

## Trama
La storia è incentrata sulla lotta di alcuni giovani dotati di poteri paranormali contro la Divisione, un'organizzazione del governo che compie esperimenti su ragazzi come loro.
Scopo della Divisione è sviluppare un farmaco che accresca i poteri dei soggetti selezionati per farne armi umane, ma tutti i prescelti sottoposti all'iniezione del farmaco muoiono. L'unica a sopravvivere è Kira, una manipolatrice (cioè una telepate in grado di controllare altre persone).
Nella fuga, aiutata da una veggente, riesce a portare con sé un flacone di farmaco che nasconde in una valigetta. La Divisione invia alla sua ricerca dei segugi, in grado di rintracciare coloro dotati di poteri attraverso le sensazioni e l'odore rilasciato dagli oggetti toccati dal soggetto della ricerca.
Parallelamente la giovane veggente Cassie chiede ed ottiene l'aiuto del trasportatore Nick (telecineta in grado di spostare gli oggetti), un tempo fidanzato con Kira, per trovare la valigetta e la ragazza, adducendo come motivazione la distruzione della Divisione e la libertà dei possessori di poteri. Kira, in seguito ad una cancellazione della memoria, non ha però ricordo del nascondiglio della valigetta contenente il potente farmaco.
A cercarla ci sono anche la Divisione e un'associazione di cinesi dotati anche loro di superpoteri che cercheranno in tutti i modi di ostacolare Cassie e Nick. Per salvare Kira dalle ricerche dei due gruppi si servono di un occultatore, la cui aura è capace di nascondere ai segugi la presenza della ragazza. Purtroppo i poteri di chiaroveggenza di Pop Girl, una delle figlie del clan cinese, anticipano i movimenti del gruppo rendendo difficile l'operazione di ritrovamento della valigetta. Per ovviare a ciò Nick studia un piano che prevede l'esecuzione da parte di ogni componente della squadra di ordini arbitrari contenuti in lettere da lui stilate, il cui ricordo viene rimosso spontaneamente con l'aiuto di un cancellatore, un uomo dotato di capacità di rimozione del ricordo.
Con l'aiuto di altri ragazzi con poteri (occultatore e segugi) il gruppo riesce a trovare il farmaco e metterlo al sicuro: Kira cade però sotto il giogo del manipolatore Henry Carver, capo della Divisione, il quale riesce a farle credere di essere un agente anch'essa il cui scopo è sottrarre il farmaco al gruppo di superamici. Nonostante ciò la lettera consegnatale da Nick le dimostra la verità e riesce a liberarsi del manipolatore della Divisione: il farmaco viene messo da parte per usarlo probabilmente come merce di scambio per la libertà della mamma di Cassie, veggente in mano alla Divisione che ha architettato da tempo tutto il piano per permettere ai superesseri di contrastare le forze di chi tenta di fare esperimenti su di loro.

### Personaggi
- Nick Gant (Chris Evans): Il protagonista, un ragazzo dal passato e dal presente difficili, con un gran potere che non è ancora in grado di controllare ed esercitare appieno. Il potere di Nick lo rende in grado di spostare oggetti e persone con la forza del pensiero (mover o, in italiano, trasportatore).
- Cassie Holmes (Dakota Fanning): Una tredicenne che tutti scambiano per dodicenne, cosa che la manda su tutte le furie. Per sua sfortuna, Cassie non ha ereditato appieno i grandi poteri di veggente (watcher) della madre e non è molto brava nel disegnare e rendere graficamente leggibile le sue previsioni. Nonostante ciò Cassie è determinata nel salvare sua madre, prigioniera della Divisione: per farlo, avrà bisogno dell'aiuto di Nick.
- Kira Hudson (Camilla Belle): Una ragazza di circa vent'anni, il suo potere è la manipolazione mentale (pusher). È la fidanzata di Nick, ed è l'unica sopravvissuta al farmaco.
- Henry Carver (Djimon Hounsou): L'antagonista principale del film, è il capo della Divisione ed è anch'egli un manipolatore ("pusher"). È stato lui ad uccidere in passato il padre di Nick.
- Victor (Neil Jackson): Il tirapiedi di Herny Caver, come Nick, è un trasportatore. Tuttavia, i suoi poteri sono molto più sviluppati di qualsiasi altro personaggio, anche se alla fine si rivelerà meno potente di Nick.
- Pop Girl (Xiao Lu Li): La veggente (watcher) della famiglia cinese; inizialmente è più potente di Cassie, tanto da predirne la morte, predizione che, alla fine, le si rivolterà contro.

#### Poteri
- trasportatore (mover): capace di spostare qualunque cosa con la mente, può anche creare uno scudo intorno a sé che blocca qualsiasi cosa, inclusi i proiettili, e usare la stessa tecnica per infliggere colpi più violenti in un corpo a corpo (come fanno Nick e Victor in una scena del film);
- veggente (watcher): in grado di vedere il futuro, che può comunque cambiare;
- manipolatore (pusher): può far credere alle persone qualunque cosa, costruendo realtà, avvenimenti fittizi che vengono "letti" dalle sue vittime come veritieri e in tal modo far compiere loro determinate azioni (anche il suicidio);
- occultatore (shadow): capace di nascondere persone e cose da segugi e veggenti entro un determinato raggio d'azione; contro i segugi è molto efficace ma non così tanto contro i veggenti;
- trasformatore (shifter): capace di modificare, per un tempo finito, un oggetto in un altro, anche se completamente diverso;
- suturante (stich): sa curare fratture e ferite con la sola imposizione delle mani;
- segugio (sniffer): in grado di individuare a distanza il luogo in cui si trova una persona o un oggetto, annusando o toccando un semplice elemento associato e seguendo la traccia dell'odore in tutti i suoi spostamenti;
- cancellatore (wiper): può cancellare, interamente o parzialmente, la memoria di una persona;
- sterminatore (bleed): in grado di uccidere qualunque organismo nel suo raggio d'azione, tramite la voce causando progressive ferite interne (i cinesi con cui si scontrano i protagonisti e la Divisione ne sono un esempio).

## Fumetto
WildStorm, casa editrice del gruppo DC Comics, ha pubblicato un albo a fumetti in edizione limitata in cui vengono narrati gli avvenimenti che fungono da prequel alla pellicola. L'albo è stato scritto da Marc Bernardin e Adam Freeman, con tavole realizzate da Bruno Redondo. L'albo fu suddiviso in diverse uscite, disponibili dal novembre 2008 al febbraio 2009. Una raccolta sotto forma di albo completo (ISBN 978-1-4012-2492-9) venne pubblicata in seguito nel settembre del 2009.